# Sevenia madagascariensis
Sevenia madagascariensis is vlinder uit de Nymphalidae. De wetenschappelijke naam voor deze soort is voor het eerst voorgesteld door Jean Baptiste Boisduval in een publicatie uit 1833.
Deze soort komt voor in de bossen van Madagaskar.